# Olga Sitte
Olga Sitte (* 1. April 1884 in Langenzersdorf; † 15. Jänner 1919 in Wien) war eine österreichische Keramikerin und Kunsthandwerkerin. Sie entwickelte unter anderem Designs für die Produktionsgemeinschaft Wiener Werkstätte.

## Leben und Werk
Olga Sitte wurde als jüngste Tochter des Bahninspektors Eugen Sitte und seiner Frau Julie geboren. Ihre ältere Schwester Julia (Julie) Sitte war ebenfalls als Keramikerin tätig und die beiden Schwestern arbeiteten gemeinsam in ihrem Atelier in Wien. Ihre Entwürfe für Keramikfiguren waren hauptsächlich Tierdarstellungen, die Naturalistik und Stilisierung miteinander vereinten. Über ihre Ausbildung gibt es keine Informationen, die zeitgenössische Presse bezeichnete sie als Autodidaktin.
Olga Sitte war Mitglied des Österreichischen Werkbundes und der Vereinigung bildender Künstlerinnen Österreichs. Zeitweise war sie für die Vereinigte Wiener und Gmundner Keramik sowie für die Kunstkeramische Werkstätte Busch & Ludescher in Wien tätig.
Sitte starb erst 34-jährig an einer Lungenentzündung und wurde am Zentralfriedhof begraben.

## Ausstellungen (Auswahl)
- 1910–1911: Ausstellung im Museum für Kunst und Industrie in Wien[2]

- 1914: Ausstellung des Deutschen Werkbundes in Köln. Platzierung im Österreichischen Haus, Präsentation als Kleinplastikerin, Raum 8 & 9 zum Thema Glas und Keramik[6]

## Werke (Auswahl)
- Figur Reh mit Blättern, Steinzeug mit Glasur, 1913, mit Signatur Olga Sitte 1913, heute: MAK Wien
- Zwerg mit Vogel, gebrannter, bemalter und glasierter Ton, mit Signatur O.Sitte